# 费利斯纳塔尔
费利斯纳塔尔是巴西马托格罗索州的一个市镇。总面积11448.049平方公里，总人口10313人，人口密度0.9人/平方公里。